# 스위트 채리티
스위트 채리티(Sweet Charity)는 미국에서 제작된 밥 포시 감독의 1969년 코미디, 드라마, 뮤지컬, 멜로/로맨스 영화이다. 셜리 맥클레인 등이 주연으로 출연하였고 로버트 아서 등이 제작에 참여하였다.

## 출연

### 주연
- 셜리 맥클레인
- 존 맥마틴

### 조연
- 치타 리베라
- 폴라 켈리
- 스터비 케이
- 바바라 부세
- 리카르도 몬탈반
- 새미 데이비스 주니어
- 수잔 챠니
- 앨런 휴윗
- 단트 디파올로
- 벤 베린
- 리 로이 렘즈
- 존 윌러

## 제작진
- 원조: 페데리코 펠리니
- 원조: 에니오 플라이아노
- 원조: 툴리오 피넬리
- 의상: 에디스 헤드